# Вулиця Артура Савельєва
Вулиця Артура Савельєва — одна з вулиць Одеси, розташована в курортному районі Аркадія між 5-ю станцією Великого Фонтану та Площею Десятого квітня. 

## Історія
Вулиця була первинно названа вулиця Черняховського, на честь радянського генерала Івана Черняховського. Забудована в 1960-х роках п'яти- і дев'ятиповерховими будівлями. Зараз зведено кілька висотних новобудов.
На вулиці розташовані пам'ятник Черняховському, школа № 56, центральний офіс Укрексімбанку, низка банківських філій (Райфайзенбанк, Ощадбанк), універсам «Сільпо».
2021 року влада міста розпочала капітальний ремонт проїжджої частини, тротуарів, зупинок транспорту, що належать вулиці.
Сучасну назву вулиця отримала 26 липня 2024 року розпорядженням Начальника Одеської ОВА, коли була перейменована на вулицю Артура Савельєва, на честь Артура Савельєва, військового, який загинув при обороні Маріуполя.

## Галерея

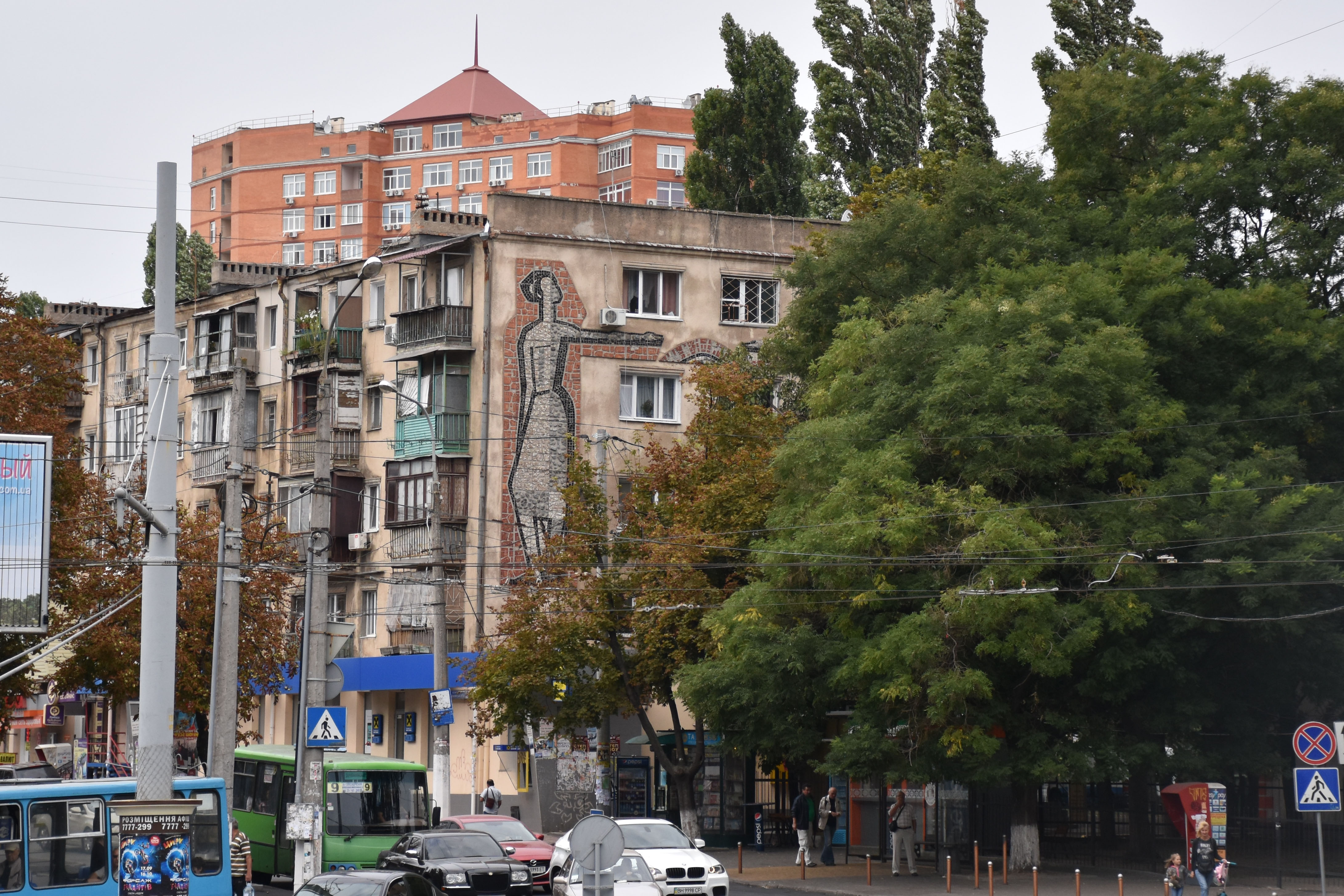
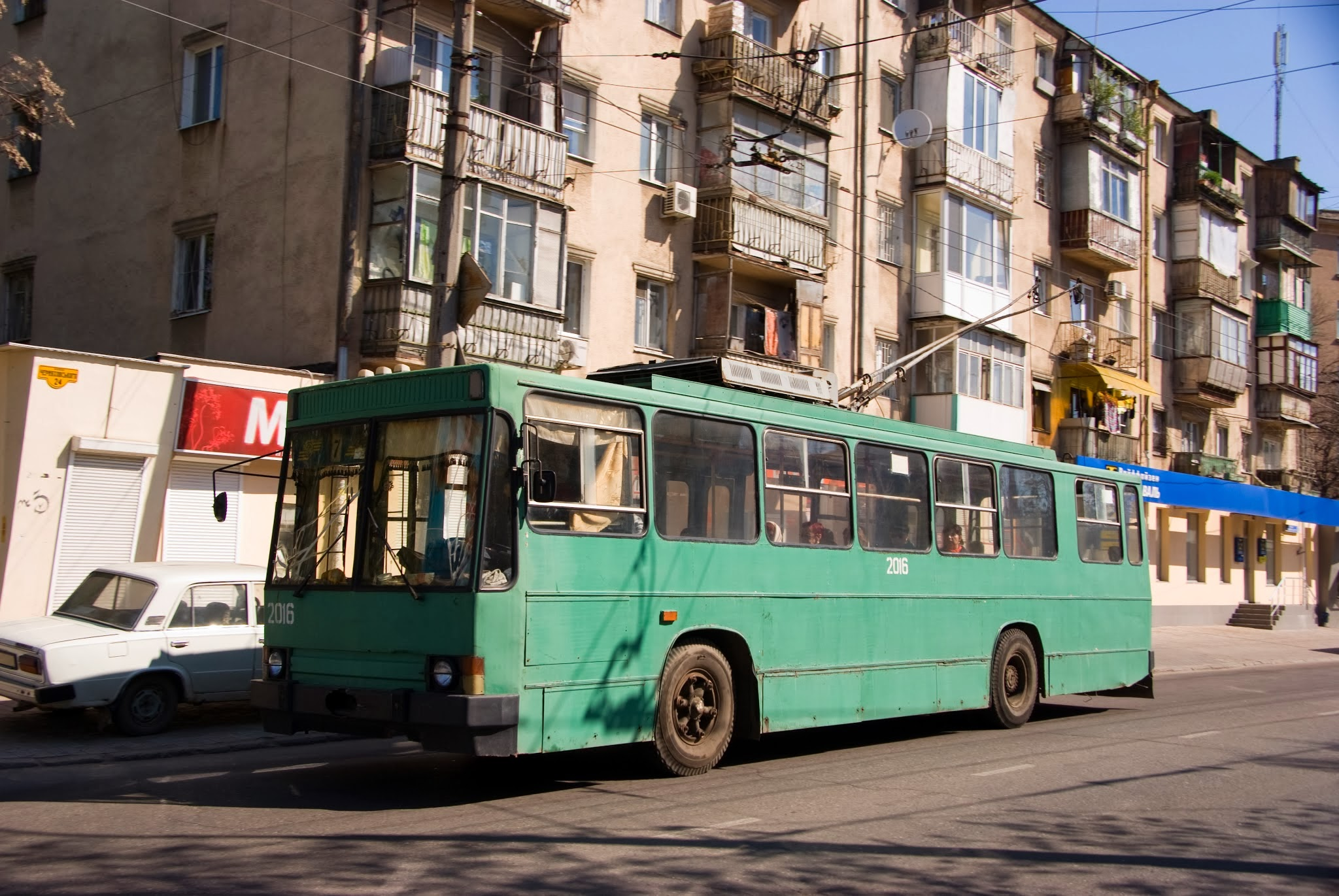
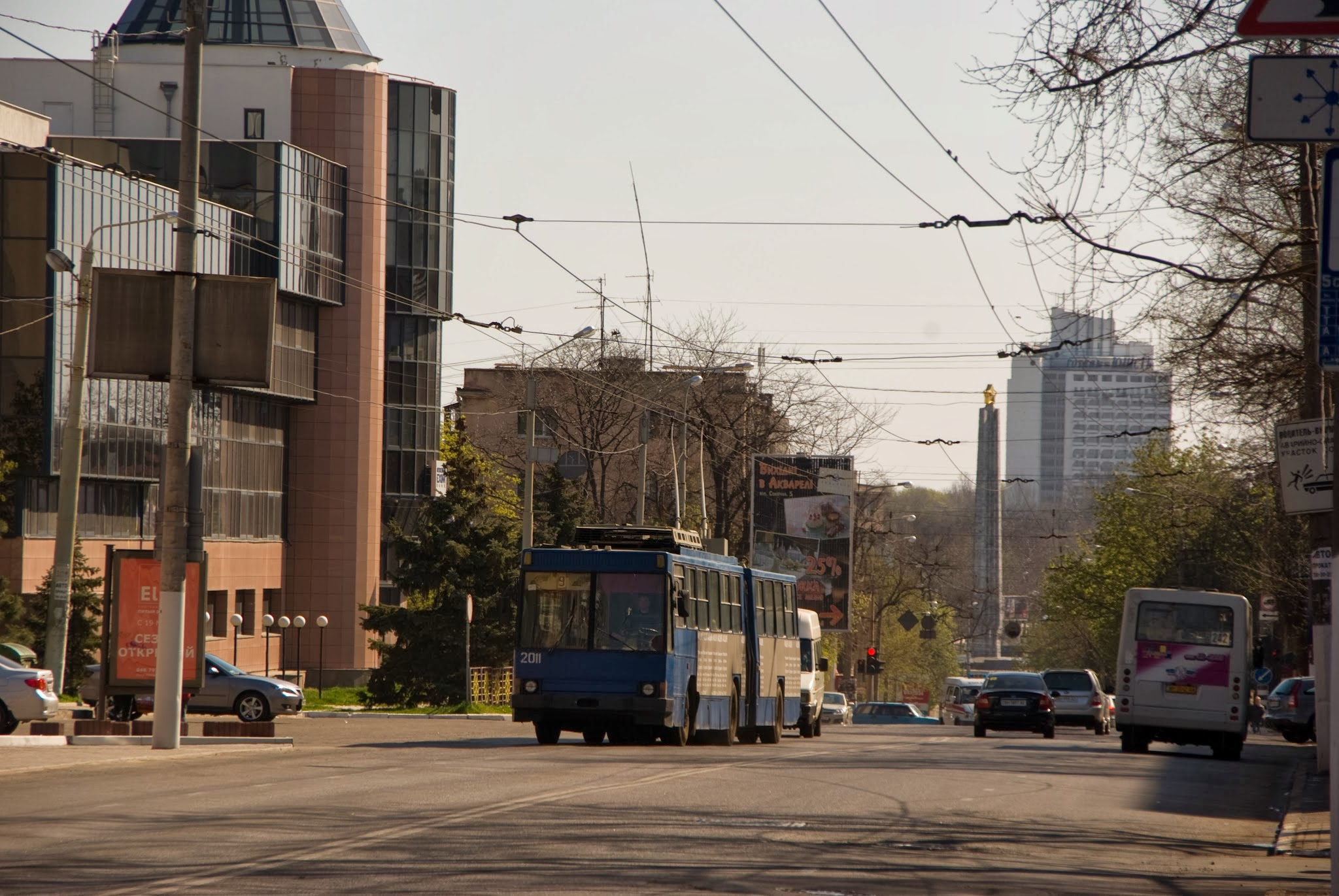
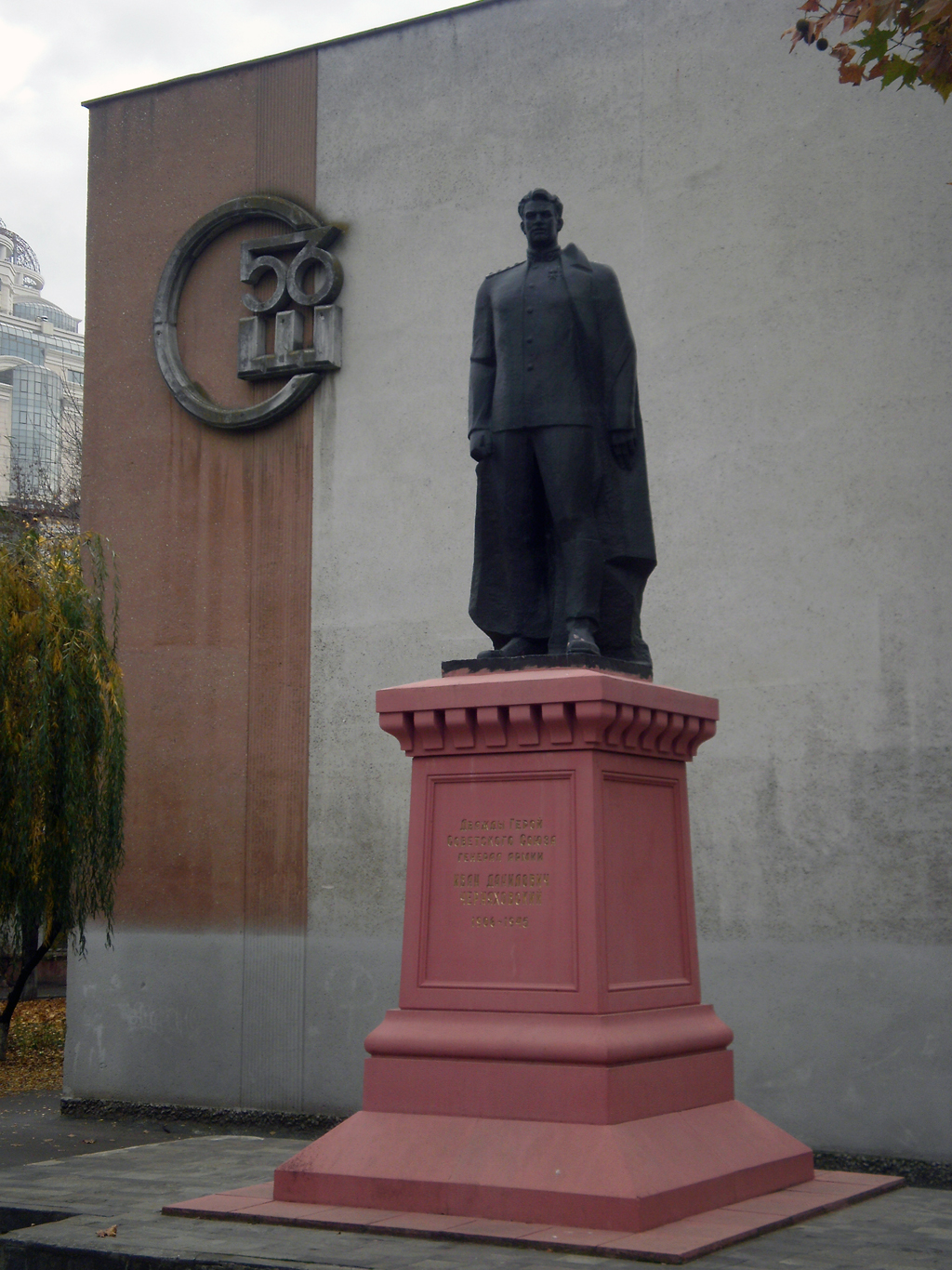

## Транспорт
Цією вулицею проходять:
- тролейбуси 7, 9, 13 маршрутів
- автобуси 146, 185

## Пам'ятки
Біля школи № 56 розташований пам'ятник генералу Черняховському, споруджений 1984 року, недалеко від якого розташований пам'ятник на честь воїнів 15-ї зенітно-артилерійської бригади ППО, зенітна гармата — одна з тих, за допомогою яких радянські військові відбивали повітряні нальоти нацистів у дні оборони міста 1941 року.